# Hank Mobley and His All Stars
Hank Mobley and His All Stars è un album di Hank Mobley, pubblicato dalla Blue Note Records nell'aprile del 1957. Il disco fu registrato il 13 gennaio del 1957 al Rudy Van Gelder Studio di Hackensack, New Jersey (Stati Uniti).

## Tracce
Lato A
1. Reunion – 6:54 (Hank Mobley)
2. Ultramarine – 10:36 (Hank Mobley)

Lato B
1. Don't Walk – 7:48 (Hank Mobley)
2. Lower Stratosphere – 6:38 (Hank Mobley)
3. Mobley's Musings – 6:04 (Hank Mobley)

## Musicisti
- Hank Mobley - sassofono tenore
- Horace Silver - pianoforte
- Milt Jackson - vibrafono
- Doug Watkins - contrabbasso
- Art Blakey - batteria